# Dirk Kaftan

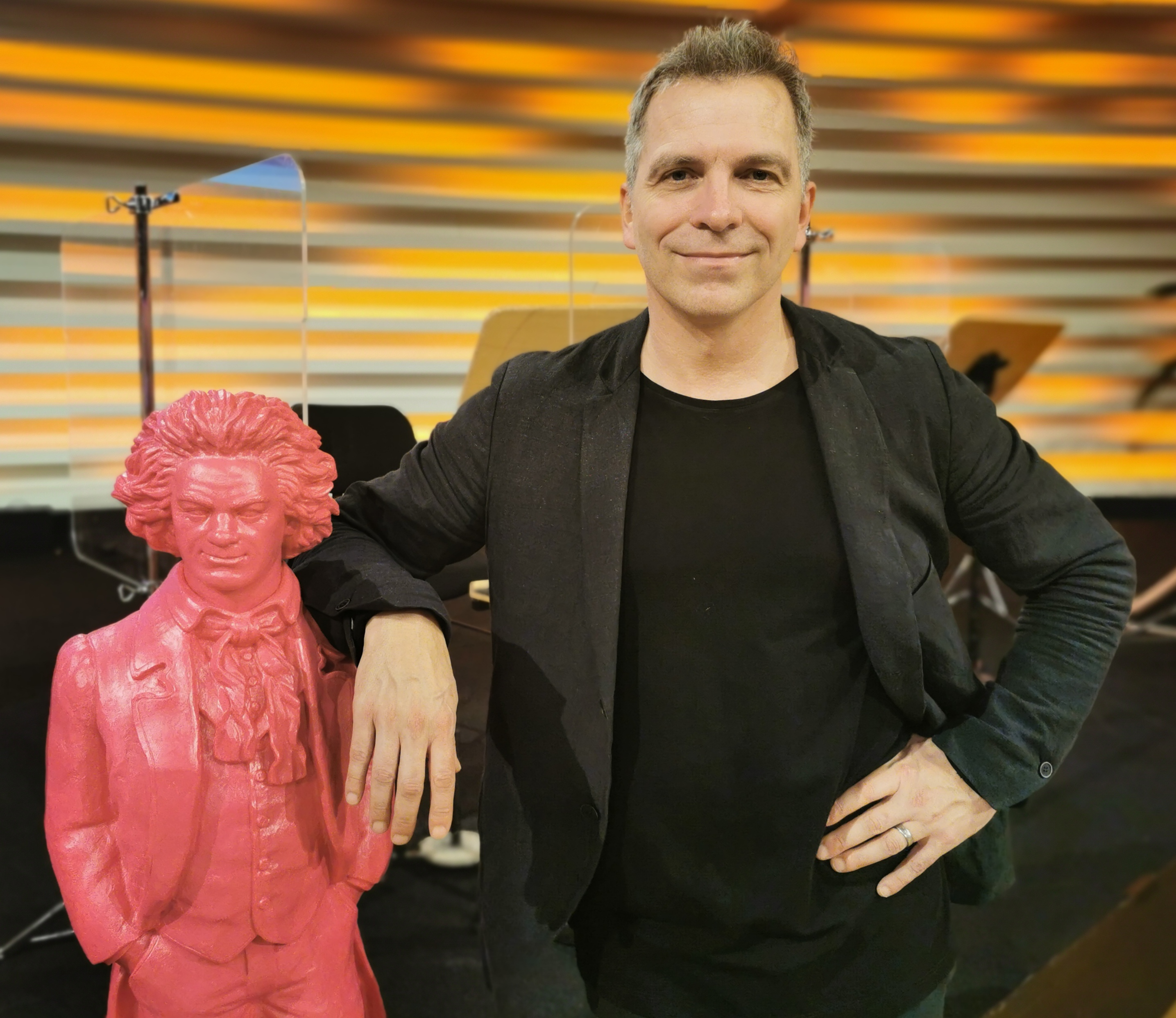
Dirk Kaftan (2021)

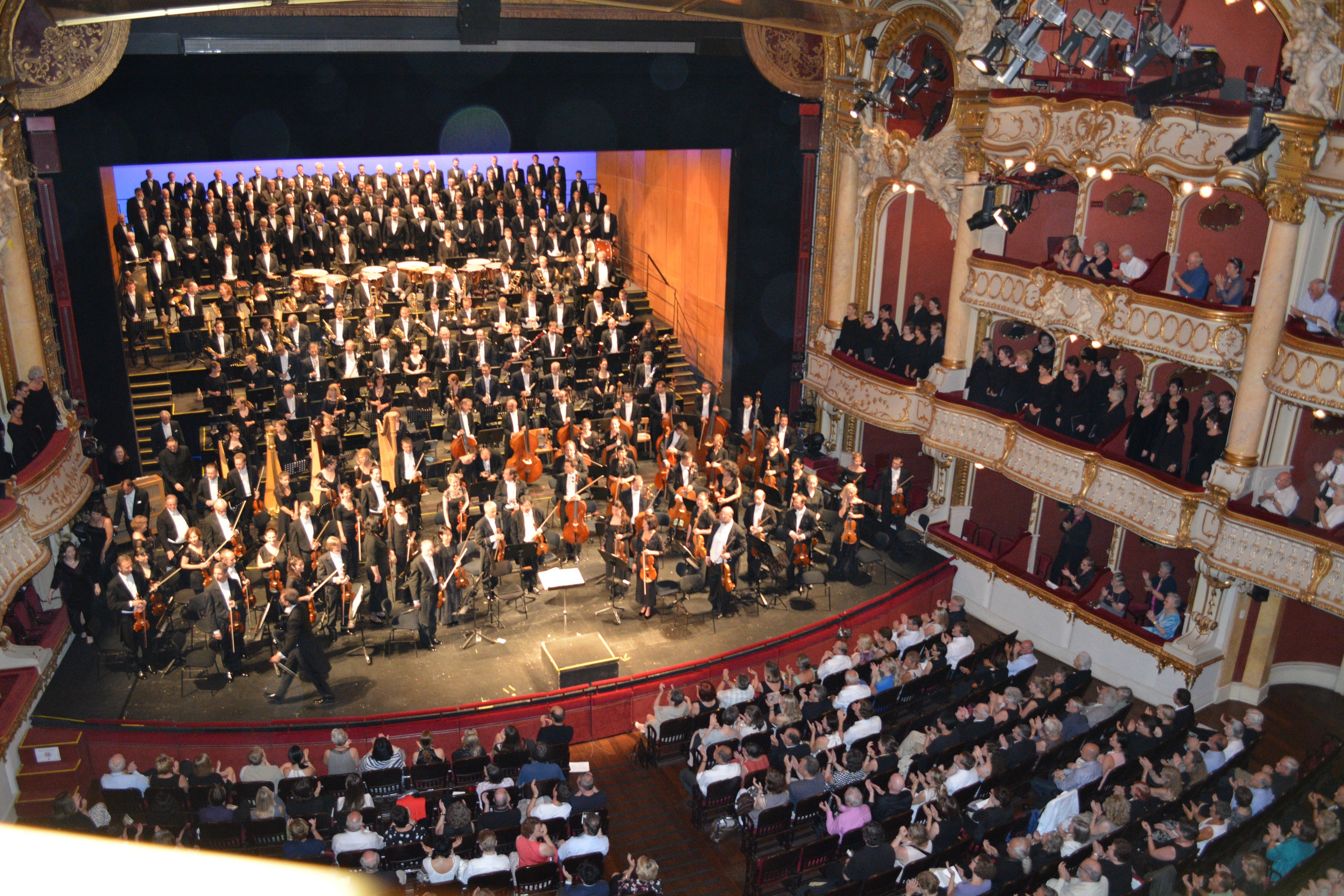
Dirk Kaftans Debüt als GMD in Graz mit Schönbergs Gurre-Liedern 2013

Dirk Kaftan (* 1971 in Marburg) ist ein deutscher Dirigent. Er ist Generalmusikdirektor  der Stadt Bonn und des Beethoven Orchester Bonn.

## Leben und Wirken
Kaftan wuchs in Wittlich, in der Eifel und in Kanada auf. Bereits mit 18 Jahren war er Korrepetitor am Stadttheater Trier. Anschließend nahm er an der Hochschule für Musik Detmold ein Tonmeister-Studium auf. Nach verschiedenen Zwischenstationen wirkte er als Erster Kapellmeister und Stellvertreter des Generalmusikdirektors an der Grazer Oper. Von 2009 bis 2014 war er in Augsburg Generalmusikdirektor. Anfang 2013 entschloss er sich, in gleicher Funktion wieder nach Graz zu wechseln und wirkte während der Saison 2013–2014 parallel in Augsburg und Graz. Bereits am 23. Juni 2013 hatte Kaftan mit dem Grazer Philharmonischen Orchester, Solisten und dem Opernchor mit Arnold Schönbergs Gurre-Liedern seinen Einstand als Grazer Chefdirigent.
Kaftan gastierte an zahlreichen Häusern innerhalb und außerhalb Europas, außerdem spielte er eine Reihe von selten gespielten Werken auf Tonträgern ein.
2015 wurde er vom Land Steiermark der Republik Österreich mit dem Karl-Böhm-Interpretationspreis für seine Verdienste zur Weiterentwicklung des Grazer Philharmonischen Orchesters ausgezeichnet.
Seit der Spielzeit 2017/2018 ist Kaftan Generalmusikdirektor der Stadt Bonn und des Beethoven Orchester Bonn. Seinen Einstand mit dem Beethoven Orchester absolvierte er im Rahmen des Beethovenfest. Seine erste Premiere am Theater Bonn war die Produktion Penthesilea unter der Regie von Peter Konwitschny.